# Enzo Amore
Eric Arndt, meglio conosciuto con il ring name Enzo Amore (Hackensack, 8 dicembre 1986), è un wrestler e rapper statunitense di origini tedesche.
È principalmente ricordato per i suoi trascorsi nella World Wrestling Entertainment tra il 2012 e il 2018; in WWE ha vinto due volte il Cruiserweight Championship.

## Biografia
Eric Arndt ha frequentato le scuole superiori nel New Jersey; durante i suoi studi ha giocato a football americano come linebacker.

## Carriera nel wrestling

### World Wrestling Entertainment (2012–2018)
Arndt debutta ad NXT il 22 maggio 2012, accompagnato da Big Cass, perdendo contro Mason Ryan. Il 3 luglio, a fronte di un'altra sconfitta con il gallese, ottengono una rivincita, vincendola e venendo successivamente attaccati da Brodus Clay e Tensai.
Il 28 agosto perde contro Scott Dawson. In seguito Sylvester Lefort chiede al duo di entrare nel suo team ma rifiutano; per questo fatto l'11 settembre affrontano Scott Dawson e Alexander Rusev vincendo e il 9 ottobre battono nuovamente il team di Lefort.
Il 25 settembre hanno l'opportunità di diventare i primi sfidanti per l'NXT Tag Team Championship in un fatal four-way gauntlet tag team match che vede vincitori The Ascension.
L'11 novembre la WWE annuncia che Arndt starà fermo per circa sette mesi a causa di una gamba rotta. Il suo ritorno avviene il 26 giugno 2014, correndo in aiuto di Colin Cassady in difficoltà con Sylvester Lefort e Marcus Louis.
Ad NXT TakeOver: Fatal 4-Way sconfigge Lefort in un Hair vs Hair Match, ma non riesce a rasare il suo avversario, ma solo il suo compagno di coppia Marcus Louis. In seguito, lui e "Big Cass" tentano di diventare #1 contender ai titoli di coppia, senza riuscirvi, e nel frattempo accompagnano Carmella, loro amica e "interesse amoroso" di Enzo, nei suoi match. Il 18 febbraio lui e Big Cass sconfiggono i Vaudevillains diventando finalmente i primi sfidanti ai titoli di coppia detenuti da Wesley Blake & Buddy Murphy.
Enzo Amore debutta, assieme a Colin Cassady, nella puntata di Raw del 4 aprile 2016 in cui i due arrivano sul ring e hanno un'accesa discussione con i Dudley Boyz (Bubba Ray e D-Von Dudley).
La settimana dopo, Amore e Cassady ritornano a Raw discutendo ancora una volta con i Dudley Boyz. Nella puntata di SmackDown del 14 aprile lui e Cass prendono parte ad un torneo per decretare i contendenti n°1 al WWE Tag Team Championship detenuto dal New Day (Big E, Kofi Kingston e Xavier Woods) dove affrontano e sconfiggono ai quarti di finale gli Ascension (Konnor e Viktor). Nella semifinale, invece, svoltasi il 18 aprile a Raw, Amore e Cass sconfiggono i Dudley Boyz, qualificandosi per la finale contro i Vaudevillains (Aiden English e Simon Gotch) (loro vecchi rivali ad NXT) a Payback. Nella puntata di SmackDown del 28 aprile Amore e Cass trionfano su Bo Dallas e Curtis Axel dei Social Outcasts.
Durante la finale del torneo contro i Vaudevillains, svoltasi il 1º maggio a Payback, Enzo impatta in malo modo contro la seconda corda dopo che Simon Gotch esegue su di lui una Irish Whip, cadendo a terra privo di sensi. Viene trasportato in ambulanza ad un ospedale dove gli viene diagnosticata una commozione cerebrale, nonostante tutto viene dimesso poche ore dopo l'infortunio, mentre il match termina in un no contest. Ciononostante i Vaudevillains hanno vinto a tavolino l'incontro, diventando contendenti n°1 ai titoli di coppia. Enzo torna nella puntata di Raw del 23 maggio dove assiste all'incontro tra Colin Cassady e Bubba Ray Dudley, vinto dal primo. Il 19 giugno a Money in the Bank Enzo e Cass non sono riusciti a conquistare il WWE Tag Team Championship in un Fatal 4-Way Tag Team match che includeva anche Karl Anderson e Luke Gallows, i Vaudevillains e i campioni del New Day, poiché questi ultimi hanno vinto l'incontro, mantenendo i titoli. Nella puntata di Raw del 27 giugno Enzo e Cass sconfiggono in pochi secondi due jobber locali e, al termine del match, vengono sfottuti dai Social Outcasts (Bo Dallas, Curtis Axel e Heath Slater). Nella puntata di Raw del 4 luglio Enzo e Cass sconfiggono Bo Dallas e Curtis Axel. Poco più tardi, quella stessa sera, aiutano John Cena dall'attacco del Club (AJ Styles, Karl Anderson e Luke Gallows). Nella puntata di SmackDown del 7 luglio Enzo è stato sconfitto da AJ Styles.
Con la Draft Lottery avvenuta nella puntata di SmackDown del 19 luglio, sia Enzo che Cass sono stati trasferiti nel roster di Raw. Il 24 luglio a Battleground Enzo, Cass e John Cena hanno sconfitto il Club. Nella puntata di Raw del 25 luglio Enzo e Cass hanno sconfitto gli Shining Stars (Primo e Epico) a causa dell'interferenza dei Golden Truth (Goldust e R-Truth). Nella puntata di Raw del 1º agosto Enzo e la WWE Women's Champion Sasha Banks sono stati sconfitti da Chris Jericho e Charlotte in un Mixed Tag Team match. Nella puntata di Raw dell'8 agosto è stato sconfitto da Chris Jericho per squalifica a causa dell'intervento di Big Cass in difesa del "Certified G". Il 21 agosto a SummerSlam Enzo e Cass sono stati sconfitti dai Jeri-KO (Chris Jericho e Kevin Owens). Il 5 settembre, a Raw, Enzo & Cass sono stati sconfitti dagli Shining Stars in maniera molto fortuita. Nella puntata di Raw del 12 settembre Enzo è stato sconfitto da Epico in maniera scorretta. Nella puntata di Raw del 24 ottobre Enzo ha sconfitto Karl Anderson grazie all'aiuto di Big Cass. Il 30 ottobre a Hell in a Cell Enzo e Cass sono stati sconfitti da Luke Gallows e Karl Anderson. Nella puntata di Raw del 31 ottobre Enzo ha sconfitto Luke Gallows in un Trick or Street Fight match. Nella puntata di Raw del 14 novembre Enzo Amore, Big Cass, Luke Gallows e Karl Anderson hanno sconfitto i Golden Truth e gli Shining Stars. Il 20 novembre a Survivor Series Enzo e Big Cass hanno preso parte al 10-on-10 Traditional Survivor Series Tag Team Elimination match come parte del Team Raw contro il Team SmackDown, ma sono stati eliminati dagli Usos (Jey Uso e Jimmy Uso); nonostante questo, però, il Team Raw ha vinto lo stesso l'incontro. Nella puntata di Raw del 21 novembre Enzo è stato velocemente sconfitto da Rusev. Nella puntata di Raw del 28 novembre Enzo ha sconfitto Rusev per squalifica a causa di un calcio nelle parti basse da parte del bulgaro.
Nella puntata di Raw del 16 gennaio 2017 Enzo e Cass hanno sconfitto Rusev e Jinder Mahal. Nella puntata di Raw del 23 gennaio Enzo, Cass e Big E e Kofi Kingston del New Day sono stati sconfitti da Rusev, Jinder Mahal, Braun Strowman e Titus O'Neil. Il 29 gennaio Amore ha partecipato al Royal Rumble match dell'omonimo pay-per-view entrando col numero 27 ma è stato eliminato da Brock Lesnar dopo nemmeno diciotto secondi di permanenza. Nella puntata di Raw del 30 gennaio Enzo e Cass hanno sconfitto Rusev e Jinder Mahal in un Tornado Tag Team match. Nella puntata di Raw del 13 febbraio Enzo è stato facilmente sconfitto da Cesaro. Nella puntata di Raw del 20 febbraio Enzo e Cass hanno sconfitto Cesaro e Sheamus, diventando i contendenti n°1 al Raw Tag Team Championship di Karl Anderson e Luke Gallows per Fastlane. Il 5 marzo, a Fastlane, Enzo e Cass sono stati sconfitti da Karl Anderson e Luke Gallows, fallendo l'assalto ai titoli. Nella puntata di Raw del 6 marzo Enzo e Cass sono stati sconfitti per squalifica da Gallows e Anderson a causa dell'intervento di Cesaro e Sheamus, fallendo l'assalto ai titoli di coppia. Nella puntata di Raw del 13 marzo il match tra Enzo e Cass contro Cesaro e Sheamus per determinare il contendente n°1 al Raw Tag Team Championship di Luke Gallows e Karl Anderson per WrestleMania 33 è terminato in doppia squalifica a causa dell'intervento dei campioni ad entrambi i tag team contendenti. Nella puntata di Raw del 20 marzo Enzo, Cass, Luke Gallows e Karl Anderson sono stati sconfitti da Cesaro e Sheamus in un 4-on-2 Handicap match dove, qualora i due avessero perso, avrebbero dovuto rinunciare al loro incontro titolato di WrestleMania 33 per il Raw Tag Team Championship. Il 2 aprile, a WrestleMania 33, Enzo e Cass hanno affrontato Gallows e Anderson, Cesaro e Sheamus e i rientranti Hardy Boyz (Jeff Hardy e Matt Hardy) in un Fatal 4-Way Ladder Match per il Raw Tag Team Championship ma il match è stato vinto dai fratelli Hardy. Nella puntata di Raw del 3 aprile Enzo e Cass hanno affrontato Cesaro e Sheamus per determinare i contendenti n°1 al Raw Tag Team Championship degli Hardy Boyz ma sono stati sconfitti. Nella puntata di Raw del 17 aprile Enzo e Cass sono stati sconfitti da Luke Gallows e Karl Anderson. Il 30 aprile, nel Kick-off di Payback, Enzo e Cass hanno sconfitto Luke Gallows e Karl Anderson. Nella puntata di Raw del 1º maggio Amore è stato sconfitto da Luke Gallows. Nella puntata di Raw dell'8 maggio Enzo e Cass hanno partecipato ad un Tag Team Turmoil match per determinare i contendenti n°1 al Raw Tag Team Championship degli Hardy Boyz ma sono stati eliminati da Cesaro e Sheamus. Nella puntata di Raw del 5 giugno Enzo e Big Show hanno sconfitto Luke Gallows e Karl Anderson. Nella puntata di Raw del 12 giugno Enzo e Cass sono stati sconfitti da Luke Gallows e Karl Anderson.
Dopo che Enzo è stato aggredito in diverse occasioni nel backstage, nella puntata di Raw del 19 giugno è stato rivelato che il suo aggressore era in realtà Big Cass: questi, infatti, ha effettuato un turn heel attaccando Enzo, giustificando tale gesto per essersi stufato di averlo sempre aiutato. Questo ha sancito la fine del duo. Il 9 luglio, a Great Balls of Fire, Enzo è stato pesantemente sconfitto da Big Cass. Nella puntata di Raw del 24 luglio Enzo è stato nuovamente sconfitto da Big Cass. Nella puntata di Raw del 7 agosto Enzo e Big Show sono stati sconfitti da Luke Gallows e Karl Anderson. Nella puntata di Raw del 21 agosto Enzo ha sconfitto Big Cass in un Brooklyn Street Fight per decisione arbitrale.
Il 22 agosto 2017 Enzo Amore ha fatto il suo debutto a 205 Live, lo show dedicato alla divisione dei pesi leggeri di Raw, interrompendo Neville mentre celebrava la sua vittoria contro Akira Tozawa, che gli ha permesso di mantenere il Cruiserweight Championship. Il debutto di Enzo nella divisione dei pesi leggeri è avvenuto nella puntata di Raw del 28 agosto quando ha sconfitto Noam Dar. Nella puntata di 205 Live del 29 agosto Enzo, Cedric Alexander e Gran Metalik hanno sconfitto Drew Gulak, Noam Dar e Tony Nese. Nella puntata di Raw del 4 settembre Enzo, Cedric Alexander e Gran Metalik hanno sconfitto Drew Gulak, Noam Dar e Tony Nese. Nella puntata di 205 Live del 5 settembre Enzo ha vinto un Fatal 5-Way Elimination match che comprendeva anche Cedric Alexander, The Brian Kendrick, Gran Metalik e Tony Nese, diventando il contendente n°1 al Cruiserweight Championship di Neville. Nella puntata di Raw dell'11 settembre Enzo ha sconfitto l'Intercontinental Champion The Miz per squalifica a causa dei suoi assistiti Bo Dallas e Curtis Axel. Il 24 settembre, a No Mercy, Enzo ha sconfitto Neville grazie ad un colpo basso mentre l'arbitro era distratto, conquistando così il Cruiserweight Championship, il suo primo titolo in WWE. Nella puntata di Raw del 25 settembre Enzo è stato brutalmente attaccato da Neville, dall'intera divisione dei pesi leggeri e Braun Strowman. Nella puntata di 205 Live del 26 settembre Enzo ha brutalmente attaccato Neville al termine del match vinto da quest'ultimo contro Ariya Daivari, effettuando di fatto un turn-heel. Nella puntata di Raw del 9 ottobre Enzo ha perso il Cruiserweight Championship in un Lumberjack match contro Kalisto dopo 15 giorni di regno. Nella puntata di 205 Live del 10 ottobre Enzo e Ariya Daivari sono stati sconfitti da Kalisto e Mustafa Ali. Nella puntata di 205 Live del 17 ottobre Enzo e Ariya Daivari sono stati sconfitti nuovamente da Kalisto e Mustafa Ali. Il 22 ottobre, a TLC: Tables, Ladders & Chairs, Enzo ha sconfitto Kalisto conquistando così il Cruiserweight Championship per la seconda volta. Nella puntata di Raw del 23 ottobre Enzo, Ariya Daivari, Drew Gulak, Noam Dar e Tony Nese sono stati sconfitti da Cedric Alexander, Gran Metalik, Kalisto, Mustafa Ali e Rich Swann. Nella puntata di 205 Live del 24 ottobre Enzo è stato sconfitto da Kalisto per squalifica ma ha comunque mantenuto il titolo. Nella puntata di Raw del 6 novembre Enzo è stato sconfitto dal WWE United Kingdom Champion Pete Dunne. Nella puntata di 205 Live del 7 novembre Enzo ha sconfitto Tyler Bate. Nella puntata di Raw del 13 novembre Enzo e Drew Gulak hanno sconfitto Akira Tozawa e Kalisto. Il 19 novembre, nel Kick-off di Survivor Series, Enzo ha difeso con successo il titolo contro Kalisto. Nella puntata di 205 Live del 12 dicembre Enzo è stato sconfitto da Tony Nese per squalifica a causa dell'attacco di Daivari ai danni di quest'ultimo; poi, insieme, Amore, Daivari e Drew Gulak hanno brutalmente attaccato Nese. Nella puntata di Raw del 25 dicembre Amore, Ariya Daivari e Drew Gulak sono stati sconfitti da Akira Tozawa, Cedric Alexander e Mustafa Ali in un Six-man Tag Team Miracle on 34th Street Fight. Nella puntata di Raw dell'8 gennaio 2018 Enzo è stato sconfitto da Cedric Alexander per count-out ma ha comunque mantenuto il titolo.
Il 22 gennaio 2018 Enzo Amore è stato sospeso a tempo indeterminato dalla WWE a causa di un'accusa di violenza sessuale rivoltagli da una ragazza di Phoenix (Arizona) risalente a tre mesi prima; il Cruiserweight Championship è stato quindi reso vacante.
Il 18 novembre 2018, a WWE Survivor Series allo Staples Center di Los Angeles (California), Eric Arndt ha assistito allo show senza farsi riconoscere e, durante il match tra AOP e The Bar, si è alzato in piedi su una sedia creando disordine; poco dopo è stato portato via dal personale di sicurezza e bandito a vita dall'arena.

### Circuito indipendente (2018–presente)
Il 15 giugno 2018, con il ring name nZo, ha debuttato nella North East Wrestling (NEW), accompagnando William Morrissey nel suo match contro Jon Moxley. Il 16 agosto, all'evento Prison Break della NEW, nZo ha lottato il suo primo match sin dal gennaio 2018, sconfiggendo Brian Pillman Jr.

## Carriera musicale
Il 28 maggio 2018, sotto lo pseudonimo di Real1, Eric Arndt ha iniziato la sua carriera da rapper, pubblicando il singolo Phoenix, prodotto dalla casa discografica WorldStarHipHop; il 7 giugno seguente è uscito un altro singolo, Bury Me a G. Il 18 novembre 2018 ha pubblicato il suo primo album, dal titolo Rosemary's Baby Pt. 1: Happy Birthday.

## Controversie
Il 22 gennaio 2018 il dipartimento di polizia di Phoenix (Arizona) ha comunicato che Eric Arndt era sotto indagine per delle presunte accuse di molestie sessuali risalenti all'ottobre del 2017; queste accuse, provenienti da una ragazza di nome Philomena Sheahan, hanno portato al licenziamento di Arndt dalla World Wrestling Entertainment. Il 16 maggio 2018 la polizia di Phoenix ha cessato le indagini per mancanza di prove.

## Personaggio

### Mosse finali
- Air Enzo (Diving splash)
- DDG (Diving DDT)

### Manager
- Carmella
- Drew Gulak

### Soprannomi
- "Bona-Fide Stud"
- "Certified G"
- "Jersey's Finest"
- "Muscles Marinara"
- "Realest Guy in the Room"
- "Smacktalker Skywalker"

### Musiche d'ingresso
- Club Cave di Robin Munson (2012–2013)
- Italian Lover di Raphael Lake (2013–2014)
- SAWFT is a Sin dei CFO$ (2014–2018)

## Titoli e riconoscimenti
- Pro Wrestling Illustrated
  - 110º tra i 500 migliori wrestler singoli nella PWI 500 (2017)[8]
- Rolling Stone
  - 10º tra i 10 migliori wrestler dell'anno (2016)[8]
- World Wrestling Entertainment
  - WWE Cruiserweight Championship (2)[1]